# Никитин, Александр Ефимович
Александр Ефимович Никитин (1901, Клементьево, Владимирская губерния — 28 июля 1941, Коммунарка) — советский хозяйственный, государственный и политический деятель.

## Биография
Родился в 1901 году в селе Клементьево, входившем в 1932—1945 годы в состав Собинского района (ныне — в Кольчугинском районе Владимирской области). Член ВКП(б).
С 1921 года — на хозяйственной, общественной и политической работе. В 1921—1938 гг. — ответственный секретарь Владимирского губкома РКСМ, работник, ответственный секретарь Иваново-Вознесенского губкома РКСМ, на советской работе в Киргизии, в 1937—1938 годах редактор газеты «Правда», в 1938 году отбыл работать главным редактором газеты «Комсомольская правда» и журналом «Огонёк», член бюро ЦК ВЛКСМ, заведующий отделом печати и издательств ЦК ВКП(б). Избирался депутатом Верховного Совета СССР 1-го созыва.
Арестован 3 сентября 1939 года, 28 июля 1941 года расстрелян.
Реабилитирован 7 января 1956 года.